# Kenneth Davidson
Kenneth Wilson Davidson (San Anselmo, 26 giugno 1919 – Palm Beach, 14 aprile 1988) è stato un cestista e allenatore di pallacanestro statunitense.

## Carriera
Nel corso degli anni trenta ha giocato nell'Universidad Católica. Ha poi allenato il Cile ai Mondiali del 1950 e del 1954.